# Colpodium chionogeiton
Colpodium chionogeiton är en gräsart som först beskrevs av Pilg., och fick sitt nu gällande namn av Nikolai Nikolaievich Tzvelev. Colpodium chionogeiton ingår i släktet Colpodium, och familjen gräs. IUCN kategoriserar arten globalt som sårbar. Inga underarter finns listade i Catalogue of Life.